# Michael Dacher
Michael Michl Dacher (21. srpna 1933 – 3. prosince 1994) byl německý horolezec. Jeho největším úspěchem byl v roce 1979 výstup s Reinholdem Messnerem na druhou nejvyšší horu světa K2. Celkem zdolal devět osmitisícovek. Neúspěšně se pokoušel o Mount Everest, Dhaulágirí a Makalu. Zemřel ve věku 61 let na selhání srdce.

## Úspěšné výstupy na osmitisícovky
- 1977 Lhoce (8516 m)
- 1979 K2 (8611 m)
- 1980 Šiša Pangma (8013 m)
- 1981 Nanga Parbat (8125 m)
- 1982 Gašerbrum I (8068 m)
- 1983 Čo Oju (8201 m)
- 1984 Manáslu (8163 m)
- 1985 Nanga Parbat (8125 m) – s Peterem Habelerem
- 1986 Broad Peak (8047 m)
- 1987 Gašerbrum II (8035 m)

## Další úspěšné výstupy
- 1954 Tre Cime (2999 m)
- 1961 Tre Cime (2999 m)
- 1963 Ortler (3905 m)
- 1964 Matterhorn (4478 m)
- 1969 Eiger (3970 m)
- 1992 Aconcagua (6962 m)